# Vertrag von Paris (1355)
Der Vertrag von Paris vom 5. Januar 1355 beendete Spannungen, die sich zwischen Amadeus VI., Graf von Savoyen, und Frankreichs Königshaus aufgebaut hatten. Der Graf wollte die an Savoyen angrenzende Dauphiné erwerben, doch war ihm Frankreich mit einem höheren Preis und zufälligem Erbanfall zuvorgekommen. Außerdem hatte es in der Vergangenheit kleinere kriegerische Auseinandersetzungen um Streubesitz im jeweils anderen Land zwischen den Vertragsparteien gegeben. Da Amadeus VI. in jenem Jahr sich mit Bonne von Bourbon vermählte, war die Zeit für eine Streitbereinigung günstig.
Der Vertrag billigte dem Savoyer die Provinz Faucigny, Beaufort, die Valbounne und einigen rechtsrhonischen Besitz zu. Ferner wurde Amadeus VI. Lehnsherr der Herren von Thoire-Villars. Schließlich fiel auch das Pays de Gex der Grafschaft zu. Den Besitzarrondierungen Savoyens stimmte König Johann II. von Frankreich zu.